# 濮阳状元红
濮阳状元红又称茂家状元红、开洲状元红，是河南濮阳出产的一种白酒。此酒最早源于洪武年间山西泽州高邑县西沟村金氏家族的私酿家酒，后因成化年间金氏独女出嫁而传于王氏。王氏家族后随洪洞大槐樹移民迁至开州行医售酒，但直至晚清，所沽之酒为普通白酒，和现在的开洲状元红有很大不同。同治年间，王氏后人、名医王茂盛为保健养生、防疫祛病，在酒中配以中草药，售于其开设的”万源茂红酒坊”，因受欢迎，被称为“红药酒”，后逐渐称为“茂家状元红”，奠定今日濮阳状元红之基，但抗战时因无法获得所需粮食和中药而停产歇业。1945年中共冀鲁豫抗日根据地当局于县城内北街建酒厂一座，1958年后恢复生产了此酒，但1990年代酒厂因市场和体制等问题破产，改制后停产。改革开放后王茂盛六世孙王相录开设私营酒厂，恢复生产此酒迄今。濮阳状元红以浓香型白酒为基酒，加入人参、当归、鹿茸、枸杞、杜仲、藏红花、灵芝等四十余味中药，经中药材炮制、纯高粱白酒浸泡、高温蒸煮、两次发酵等20多道酿造工序酿制而成，现有“万源茂”和“茂家状元”两个品牌。